# Те-Плейнс (Огайо)
Те-Плейнс (англ. The Plains) — переписна місцевість (CDP) в США, в окрузі Афіни штату Огайо. Населення — 3140 осіб (2020).

## Географія
Те-Плейнс розташований за координатами 39°21′55″ пн. ш. 82°8′1″ зх. д. / 39.36528° пн. ш. 82.13361° зх. д. (39.365195, -82.133583).  За даними Бюро перепису населення США в 2010 році переписна місцевість мала площу 5,91 км², з яких 5,90 км² — суходіл та 0,02 км² — водойми.

## Демографія
Згідно з переписом 2010 року, у переписній місцевості мешкало 3080 осіб у 1385 домогосподарствах у складі 730 родин. Густота населення становила 521 особа/км².  Було 1499 помешкань (253/км²).
Расовий склад населення:
| - 92,0 % — білих - 3,1 % — чорних або афроамериканців - 1,0 % — азіатів - 0,4 % — корінних американців |

До двох чи більше рас належало 3,3 %. Частка іспаномовних становила 1,8 % від усіх жителів.
За віковим діапазоном населення розподілялося таким чином: 19,9 % — особи молодші 18 років, 60,5 % — особи у віці 18—64 років, 19,6 % — особи у віці 65 років та старші. Медіана віку мешканця становила 40,8 року. На 100 осіб жіночої статі у переписній місцевості припадало 80,0 чоловіків;  на 100 жінок у віці від 18 років та старших — 73,8 чоловіків також старших 18 років.
Середній дохід на одне домашнє господарство  становив 41 635 доларів США (медіана — 33 722), а середній дохід на одну сім'ю — 51 209 доларів (медіана — 45 486). За межею бідності перебувало 41,5 % осіб, у тому числі 56,0 % дітей у віці до 18 років та 20,3 % осіб у віці 65 років та старших.
Цивільне працевлаштоване населення становило 990 осіб. Основні галузі зайнятості: освіта, охорона здоров'я та соціальна допомога — 42,1 %, роздрібна торгівля — 12,6 %, будівництво — 9,1 %, науковці, спеціалісти, менеджери — 8,3 %.